# Törékeny kupakgomba
A törékeny kupakgomba (Entoloma hirtipes) a döggombafélék családjába tartozó, Európában és Észak-Amerikában honos, erdőszéleken, parkokban, füves területeken élő, mérgező gombafaj.

## Megjelenése
A törékeny kupakgomba kalapja 2-5 (6) cm széles, alakja fiatalon kúpos, harangszerű, idősen laposan kiterül, többnyire közepén egy kis hegyes púppal. Széle áttetszően bordás. Felszíne kissé selymes, sugarasan szálas. Higrofán: színe nedvesen többé-kevésbé sötétbarna vagy szürkésbarna; szárazon halványszürkés. 
Húsa nagyon vékony, törékeny, színe halványszürkés. Szaga avas lisztre emlékeztet, íze kellemetlen, halszerű. 
Sűrű lemezei tönkhöz nőttek. Színük eleinte halványszürke, éretten rózsás, húsbarnás árnyalattal. 
Tönkje akár 16 cm is lehet. Alakja karcsú, törékeny. Színe a kalapéval megegyezik. Felszíne a csúcsán fehéresen hamvas, lejjebb hosszanti szálas, a tövéhez fehér micéliumfonadék kapcsolódik. 
Spórapora barnás rózsaszínű. Spórájának mérete 10-15 x 7-9 µm.

### Hasonló fajok
Az inkább ősszel gyakori karcsútönkű kupakgomba nagyon hasonlít hozzá, termőidején kívül csak mikroszkópos tulajdonságaiban különbözik. Összetéveszthető a tavaszi döggombával, a selymes döggombával és a bordás kupakgombával is.

## Elterjedése és termőhelye
Európában és Észak-Amerikában honos.
Lomberdők és fenyvesek tisztásain, erdőszéleken, parkokban, füves területeken található meg. Elsősorban tavasszal terem, de ritkábban egészen őszig előfordul. 

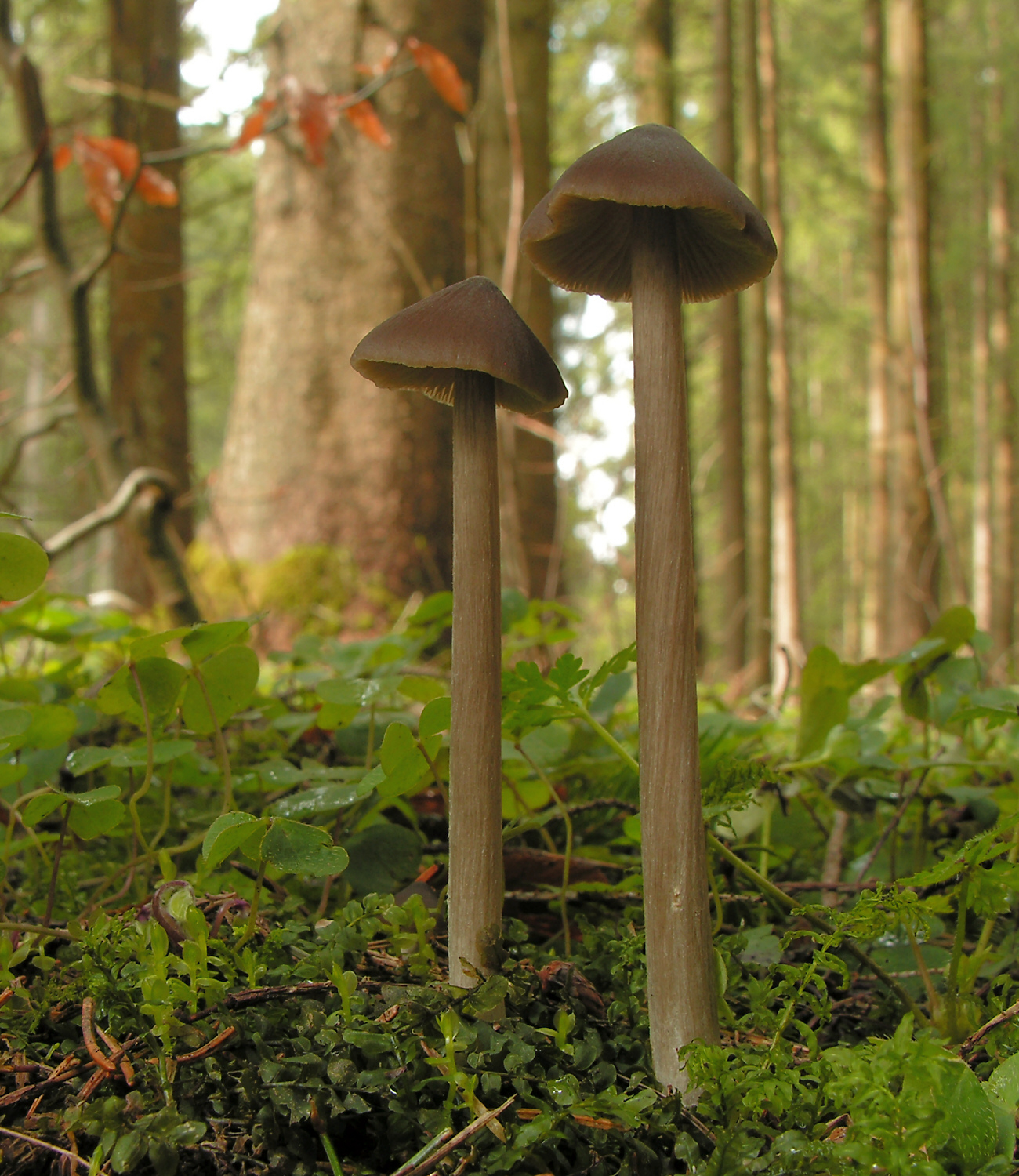
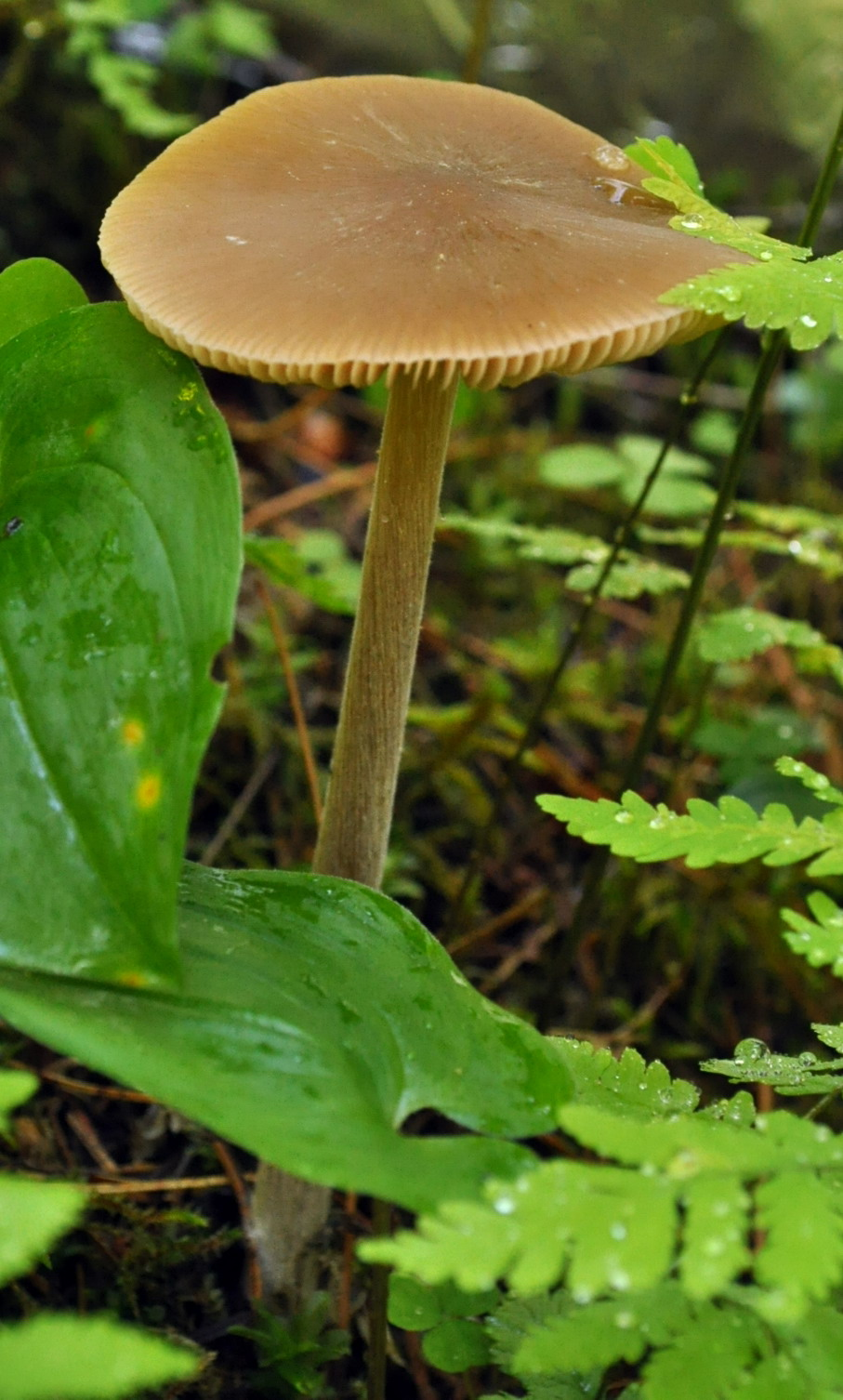
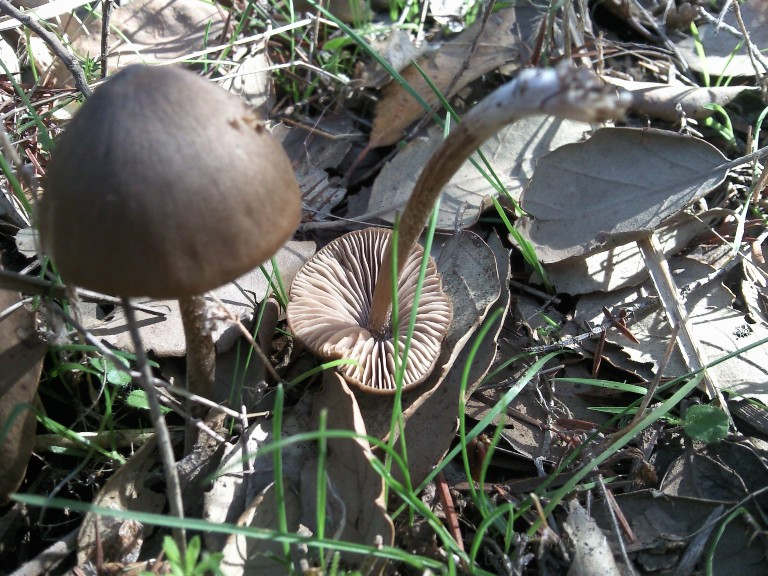
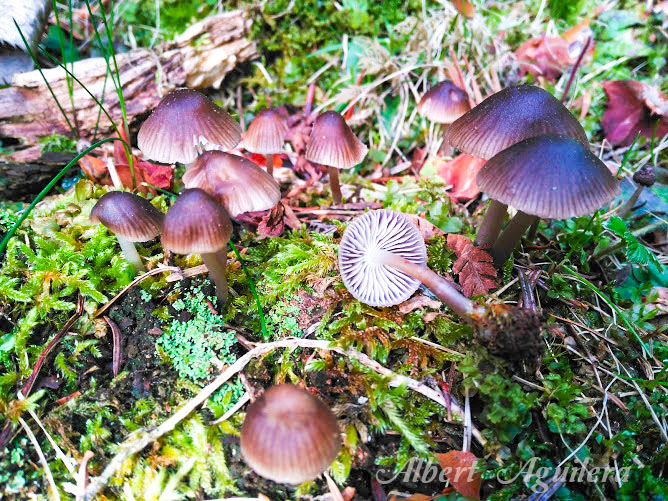
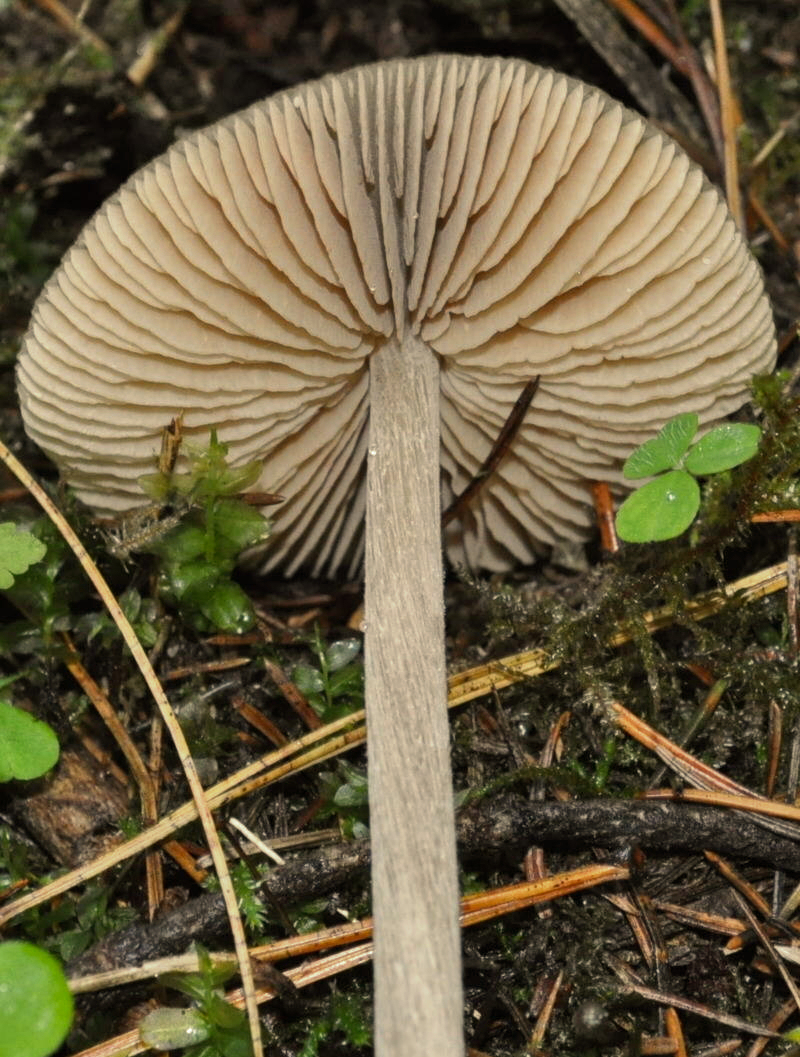

Enyhén mérgező.